# オペティ・フォヌア
オペティ・フォヌア（Opeti Fonua、1986年5月26日 - ）は、トンガのラグビーユニオン選手。

## プロフィール
- トンガ・ロンゴロンゴ出身[1]。
- ポジションはロック(LO)、ナンバーエイト(No.8)。
- 身長 198cm、体重 135kg
- トンガ代表通算キャップ数は11でワールドカップ2015のトンガ代表に選ばれた[2]。

## 略歴
SUアジャン、FCオーシュ、SUアジャン、バイヨンヌ、ロンドン・ウェルシュRFC、レスター・タイガース、ニューカッスル・ファルコンズを経て、2017年、SUアジャンに復帰。